# La Maddalena (gemeente)
La Maddalena is een gemeente in de Italiaanse provincie Olbia-Tempio (regio Sardinië) en telt 10.775 inwoners (eind november 2013). De oppervlakte bedraagt 49,4 km², de bevolkingsdichtheid is 218 inwoners per km².
De volgende frazioni maken deel uit van de gemeente: Moneta, Stagnali (Isola di Caprera).

## Demografie
La Maddalena telt ongeveer 5301 huishoudens. Het aantal inwoners steeg in de periode 1991-2001 met 2,9% volgens cijfers uit de tienjaarlijkse volkstellingen van ISTAT.
| Jaar | Inwoneraantal |
| ---- | ------------- |
| 1991 | 11.048        |
| 2001 | 11.369        |
| 2012 | 10.884        |
| 2013 | 10.775        |

## Geografie
De gemeente La Maddalena valt samen met het eiland La Maddalena en de andere eilanden van de gelijknamige archipel en grenst aan geen enkele andere gemeente.

## Geboren
- Giuseppina Projetto-Frau (1902-2018), supereeuweling